# 国道

日本の一般国道1号の標識

国道（こくどう）とは、日本において国が政令で指定した道路の総称である。国道が全国的な幹線道路網を構成し、それを都道府県道、市町村道、農道、林道などが補完している。
道路法に基づき国が政令で指定しており、現在は高速自動車国道と一般国道との総称となっている。単に「国道」といった場合には、一般国道のことを指していることが多い。
一般国道は全国に459路線あり、1号から507号までの番号が割り当てられている（48路線が欠番）。距離は最長である国道4号（742.5 km）、最短は国道2号と神戸港を結ぶ国道174号（0.1871 km）。幹線道路といっても、自動車が直接走れない船舶航路が国道に指定されている「海上国道」、徒歩でしか行き来できない階段国道、自動車の走行が不可能な区間（点線国道）または困難だったり慎重な運転が必要だったりする所謂「酷道」もある。
他国の国道に相当する道路も「国道」と呼ばれることがある（「国道 (曖昧さ回避)」を参照）。

## 概要
高速自動車国道は『高速自動車国道の路線を指定する政令』により、
一般国道は『一般国道の路線を指定する政令』により指定されている。
路線の正式名称は、各政令の別表の路線名に「高速自動車国道」または「一般国道」を冠したものとなる。
例えば「高速自動車国道九州縦貫自動車道鹿児島線」「一般国道1号」などという。
国道に指定される道路は、主な都市と都市を結ぶ道路や、高速道路と連絡する機能を持つ道路、主要港湾や空港をつなぐ道路など、これらの連係により国の産業経済の発展に欠かすことができないもの、あるいは国の産業発展に貢献するであろうことが将来期待されるものとして、重要視された道路である。
国道の種類、または政令（一般国道の指定区間を指定する政令）によって特別に指定されているかどうかにより、道路管理者（法律上認められた特殊な包括的権能を持つもの）は異なる。

## 種類
国道の種類を大きく分けると、高速自動車国道（高速道路）と一般国道の2つがあり、さらに一般国道は、指定区間と指定区間外に分けられる（道路法第三条および第五条）。高速自動車国道では、道路構造令によって道路の幅や設計速度などが細部にわたり定められているが、一般国道では必ずしも道路構造令による規定に準じて供用がなされている訳ではなく、道幅や歩道の有無など道路の整備の度合いに関する決まり事がないという大きな相違点があげられる。呼び方についても、高速自動車国道は中国自動車道、東北自動車道のように通過する広域地域の名称を付けて道案内の目安にするのに対し、一般国道では1号から507号まで（ただし、59号～100号、109～111号、214～216号までは欠番）の路線番号がつけられており、この中には江戸時代の旧街道の名前を通称として呼ばれる路線もある。
ただし、高速道路でも一般国道のバイパスとして建設される路線も少なくない。例としては、一般国道2号広島岩国道路、一般国道468号首都圏中央連絡自動車道（圏央道）などが挙げられる。
高速自動車国道
新設、改築、維持、修繕、災害復旧事業その他の管理は国土交通大臣が行う。ただし、ほとんどの区間においては国土交通大臣の許可又は認可を受けて、東日本高速道路（NEXCO東日本）、中日本高速道路（NEXCO中日本）、西日本高速道路（NEXCO西日本）が権限を代行している。新直轄区間においては、国土交通大臣が事業および管理を行う。一般的に高速道路と呼ばれ、高速と略称されることも多い。
一般国道
指定区間
直轄国道ともよばれ、新設は原則として国土交通大臣が行う。維持、修繕、災害復旧その他の管理も国土交通大臣が行う。ただし、有料道路区間はその道路を管理している東日本高速道路、中日本高速道路、西日本高速道路、本州四国連絡高速道路、地方道路公社が維持、修繕、災害復旧その他の管理を行っている。
指定区間は一般国道の中でも特に重要な路線をいい、交通量も多く、道路整備も指定区間外道路に比べて優先されていることが普通である。ただし、例外として北海道だけは全線が指定区間となっている。
指定区間外
補助国道ともよばれ、新設又は改築は原則として国土交通大臣が行うが、維持、修繕、災害復旧その他の管理は都道府県又は政令指定都市が行う。ただし、道路法改正時の経過規定などによって、新設や改築も事実上都道府県に任されていることが多い。有料道路区間は東日本高速道路、中日本高速道路、西日本高速道路、本州四国連絡高速道路、地方道路公社が維持、修繕、災害復旧その他の管理を行っている。

## 国道の歴史

### 明治時代
近代の日本における国道は、1876年（明治9年）太政官達第60号で、県道、里道とともに定められたのを起源とする。このときの国道は全てが東京の日本橋を起点として、江戸時代の五街道の伝統を引き継ぐ形となった。さらに、一等国道、二等国道、三等国道の3種の等級をつけて分けられ、幅員はそれぞれ七間（約12.7 m）、六間（約10.9 m）、五間（約9.1 m）と定められた。
一等国道は東京の日本橋から幕末に外国へ開港した6カ所の港湾を結んだ（横浜港、大阪港、神戸港、長崎港、新潟港、函館港）。二等国道は東京と伊勢神宮および、東京府、京都府、大阪府と陸軍の司令部であった各鎮台（東京、大阪、名古屋、仙台、広島、熊本）とを結んでいた。三等国道は東京と各県庁所在地ならびに、各府と各鎮台同士を結ぶものであった。
一等から三等まであった国道の等級は1885年（明治18年）に廃止され、これに代わり國道表が告示された。この時初めて1号から44号までの番号が振られ、いわゆる明治国道とよばれる路線が認定された。これらは26号を除き明治新政府の拠点である東京を起点としており、「壹號」「東京ヨリ横浜ニ達スル路線」、「貳號」「同大阪港ニ達スル路線」から、「四十四號」「東京ヨリ沖縄県ニ達スル路線」までの44路線である。同時に全ての国道の幅員を七間と改められた。44ある路線として、1号から8号までが日本橋と開港場を結ぶ路線、9号が日本橋と伊勢神宮を、10号は日本橋と名古屋鎮台を、11号が日本橋と熊本鎮台を、12号から25号までと27号から44号までが日本橋と各県庁所在地を結ぶ路線が指定された。これらの国道では、他の路線と重複する部分がかなり多く、重複する区間の経由地は「壹號」などと記載され具体的な地名は省略されている。
日本では鉄道優先の政策が採られていたため、道路整備は諸外国に比べ後れを取った。しかし、日清戦争・日露戦争以降は軍事的な目的もあって、道路事業費の増加が見られ、いわゆる明治国道の路線は、1887年（明治20年）指定の四十五号「東京ヨリ横須賀鎮守府ニ達スル路線」から、1915年（大正4年）の最終改定での、六十一号「東京ヨリ第十五師團ニ達スル路線」まで17路線が追加された。
| 国道名     | 路線（起点 - 終点）         | 備考                                   |
| ---------- | --------------------------- | -------------------------------------- |
| 1号        | 東京（日本橋） - 横浜       |                                        |
| 2号        | 東京（日本橋） - 大坂港     | 横浜まで1号と重複。東海道経由          |
| 3号        | 東京（日本橋） - 神戸港     | 京都まで2号と重複                      |
| 4号        | 東京（日本橋） - 長崎港     | 神戸まで3号と重複                      |
| 5号        | 東京（日本橋） - 新潟港     |                                        |
| 6号        | 東京（日本橋） - 函館港     |                                        |
| 7号        | 東京（日本橋） - 神戸港     | 3号路線の別路線（中山道経由）          |
| 8号        | 東京（日本橋） - 新潟港     | 5号路線の別路線（清水越道）            |
| 9号        | 東京（日本橋） - 伊勢宗廟   | 四日市まで2号と重複                    |
| 10号       | 東京（日本橋） - 名古屋鎮台 |                                        |
| 11号       | 東京（日本橋） - 熊本鎮台   |                                        |
| 12号       | 東京（日本橋） - 群馬縣     |                                        |
| 13号       | 東京（日本橋） - 千葉縣     |                                        |
| 14号       | 東京（日本橋） - 茨城縣     |                                        |
| 15号       | 東京（日本橋） - 宮城縣     | 陸前浜街道                             |
| 16号       | 東京（日本橋） - 山梨縣     |                                        |
| 17号       | 東京（日本橋） - 岐阜縣     |                                        |
| 18号       | 東京（日本橋） - 福井縣     |                                        |
| 19号       | 東京（日本橋） - 石川縣     |                                        |
| 20号       | 東京（日本橋） - 富山縣     | 東海道・福井縣・石川縣経由             |
| 21号（甲） | 東京（日本橋） - 富山縣     | 20号路線の別路線（信濃越後道）         |
| 21号（乙） | 東京（日本橋） - 富山縣     | 20号路線の別路線（泊、三日市間山手道） |
| 22号       | 東京（日本橋） - 鳥取縣     | 姫路・智頭経由                         |
| 23号       | 東京（日本橋） - 鳥取縣     | 22号路線の別路線（福知山経由）         |
| 24号       | 東京（日本橋） - 島根縣     | 姫路・津山・根雨経由                   |
| 25号       | 東京（日本橋） - 島根縣     | 24号路線の別路線（福知山・鳥取縣経由） |
| 26号       | 大阪府 - 廣島鎮台           |                                        |
| 27号       | 東京（日本橋） - 山口縣     | 東海道・山陽道経由                     |
| 28号       | 東京（日本橋） - 山口縣     | 27号路線の別路線（東海道・山陰道経由） |
| 29号       | 東京（日本橋） - 和歌山縣   |                                        |
| 30号       | 東京（日本橋） - 徳島縣     |                                        |
| 31号       | 東京（日本橋） - 愛媛縣     |                                        |
| 32号       | 東京（日本橋） - 高知縣     | 岡山経由                               |
| 33号       | 東京（日本橋） - 高知縣     | 32号路線の別路線（徳島縣経由）         |
| 34号       | 東京（日本橋） - 福岡縣     |                                        |
| 35号       | 東京（日本橋） - 大分縣     |                                        |
| 36号       | 東京（日本橋） - 宮崎縣     |                                        |
| 37号       | 東京（日本橋） - 鹿児島縣   | 熊本経由                               |
| 38号       | 東京（日本橋） - 鹿児島縣   | 37号路線の別路線（宮崎縣経由）         |
| 39号       | 東京（日本橋） - 山形縣     |                                        |
| 40号       | 東京（日本橋） - 秋田縣     |                                        |
| 41号       | 東京（日本橋） - 青森縣     |                                        |
| 42号       | 東京（日本橋） - 札幌縣     |                                        |
| 43号       | 東京（日本橋） - 根室縣     |                                        |
| 44号       | 東京（日本橋） - 沖縄縣     |                                        |

### 大正時代
第二次世界大戦前の道路整備の基本法となった道路法（大正8年4月11日法律第58号、旧道路法とも呼ばれる）は、1919年（大正8年）3月21日に第41回帝国議会で成立し、4月10日に公布された。これにより、従来の明治国道の路線は廃止され、いわゆる大正国道が新たに定められた。この大正国道は、
1. 東京市ヨリ神宮、府県庁所在地、師団軍司令部所在地、鎮守府所在地又ハ枢要ナ開港ニ達スル路線
2. 主トシテ軍事ノ目的ヲ有スル路線

の二種類からなり、東京市から各地方へ達する前者の路線については以下の38路線が、後者の軍事路線については26路線がそれぞれ定められ、国道は計64路線となった。さらに太平洋戦争終結時までに最終的には計82路線が認定された。明治国道に比べて軍港や軍事基地に達する路線が多く、軍事色がかなり強くなったことを特徴とする。国道1号となった路線の行先は、国家神道の中心である伊勢神宮であった。特に「軍事国道」と称される比較的距離の短い軍事路線には、特○号のナンバーが振られ、軍事国道一号である特一号は、1614年（慶長19年）に徳川家康が五街道の整備に先立ち造成した御成街道（現在の千葉県道69号長沼船橋線）であった。現在においては国道が無い小笠原諸島も軍事的要衝とみなされ、軍事国道が設置された。大正国道では、建設費および改修費は全額国が負担することになっており、依然として軍事優先主義が貫かれた。
道路法第八条一の規定（大正9年内務省告示第28号）により、東京市の道路元標は日本橋の中央に置かれ、引き続き日本橋が起点となっていた。
| 国道名     | 路線                                                  | 経過地点（起終点を除き現代の市町村名に置換） |
| ---------- | ----------------------------------------------------- | --- |
| 1号        | 東京市 - 神宮                                         | 横浜市、静岡市、浜松市、豊橋市、名古屋市、四日市市、津市                                                                                         |
| 2号（甲）  | 東京市 - 鹿児島県庁所在地                             | 1号路線四日市市日永で分岐、大津市、京都市、大阪市、神戸市、姫路市、岡山市、安芸郡海田町、広島市、山口市小郡町、下関市、 北九州市、福岡市、熊本市 |
| 3号（乙）  | 同上                                                  | 2号路線北九州市小倉北区で分岐、中津市、別府市、大分市、宮崎市、都城市                                                                            |
| 4号        | 東京市 - 北海道庁所在地                               | 宇都宮市、福島市、仙台市、盛岡市、青森市、函館市、小樽市                                                                                         |
| 5号        | 東京市 - 青森県庁所在地                               | 4号路線福島市本町で分岐し、米沢市、山形市、秋田市、弘前市                                                                                        |
| 6号        | 東京市 - 宮城県庁所在地                               | 4号路線東京都足立区千住町で分岐し、水戸市、岩沼市、4号路線                                                                                       |
| 7号        | 東京市 - 千葉県庁所在地                               | 4号路線東京都台東区浅草橋で分岐し、市川市 |
| 8号        | 東京市 - 山梨県庁所在地                               | 1号路線東京都中央区日本橋通1丁目で分岐し、八王子市、相模原市緑区、上野原市、大月市                                                               |
| 9号        | 東京市 - 群馬県庁所在地                               | 4号路線東京都中央区日本橋室町で分岐し、板橋区、さいたま市浦和区、高崎市                                                                          |
| 10号       | 東京市 - 秋田県庁所在地                               | 9号路線高崎市本町で分岐し、軽井沢町、上田市、長野市、飯山市、長岡市、新潟市、新発田市、鶴岡市、酒田市、由利本荘市                                |
| 11号（甲） | 東京市 - 石川県庁所在地                               | 10号路線長野市徳間で分岐し、上越市、富山市、高岡市                                                                                               |
| 12号（乙） | 同上                                                  | 1号路線名古屋市熱田区伝馬で分岐し、岐阜市、大垣市、関ケ原町、敦賀市、福井市                                                                      |
| 13号       | 東京市 - 岐阜県庁所在地                               | 12号路線岐阜市加納町で分岐し、神田町通 |
| 14号       | 東京市 - 京都府庁所在地                               | 10号路線北佐久郡軽井沢町で分岐し、下諏訪町、木曾福島町、岐阜市加納町、12号路線不破郡関ケ原町で分岐、草津市、2号路線                              |
| 15号       | 東京市 - 奈良県庁所在地                               | 2号路線京都市下京区七条で分岐し、伏見区、宇治市                                                                                                  |
| 16号       | 東京市 - 和歌山県庁所在地                             | 2号路線大阪市中央区難波橋で分岐し、堺市 |
| 17号（甲） | 東京市 - 山口県庁所在地                               | 2号路線、山口市小郡町で分岐 |
| 18号（乙） | 同上                                                  | 2号路線京都市下京区大宮通で分岐し、福知山市、鳥取市、米子市、松江市、浜田市                                                                      |
| 19号       | 東京市 - 島根県庁所在地                               | 2号路線岡山市北区富田町で分岐し、久米南町、津山市、真庭市、米子市、18号路線松江市雑賀町で分岐                                                    |
| 20号       | 東京市 - 鳥取県庁所在地                               | 2号路線姫路市西夢前台で分岐し、宍粟市、若桜町 |
| 21号（甲） | 東京市 - 徳島県庁所在地                               | 2号路線明石市鍛冶屋町で分岐し、淡路市、鳴門市 |
| 22号（乙） | 同上                                                  | 2号路線岡山市東区西大寺町で分岐し、玉野市、高松市、東かがわ市、板野町                                                                            |
| 23号       | 東京市 - 高知県庁所在地                               | 22号路線高松市兵庫町で分岐し、丸亀市、善通寺市、三好市                                                                                           |
| 24号       | 東京市 - 愛媛県庁所在地                               | 23号路線善通寺市金蔵寺町で分岐し、四国中央市 |
| 25号       | 東京市 - 長崎県庁所在地                               | 2号路線鳥栖市桜町で分岐し、佐賀市、武雄市 |
| 26号       | 東京市 - 沖縄県庁所在地                               | 2号路線鹿児島市山下町で分岐し、鹿児島港、那覇市通堂町                                                                                            |
| 27号（甲） | 東京市 - 第七師団司令部所在地（旭川市）               | 4号路線札幌市中央区北1条で分岐し、岩見沢市 |
| 28号（乙） | 同上                                                  | 4号路線青森港で分岐し、室蘭市、岩見沢市、27号路線                                                                                                |
| 29号       | 東京市 - 第十四師団司令部所在地（栃木県河内郡国本村） | 4号路線宇都宮市材木町で分岐 |
| 30号       | 東京市 - 第十五師団司令部所在地（愛知県渥美郡高師村） | 1号路線豊橋市札木町で分岐 |
| 31号       | 東京市 - 横須賀鎮守府所在地（横須賀市）               | 1号路線横浜市神奈川区台町で分岐し、横浜市金沢区                                                                                                  |
| 32号       | 東京市 - 呉鎮守府所在地（呉市）                       | 2号路線安芸郡海田町で分岐 |
| 33号       | 東京市 - 佐世保鎮守府所在地（佐世保市）               | 25号路線武雄市で分岐 |
| 34号（甲） | 東京市 - 舞鶴鎮守府所在地（京都府加佐郡舞鶴町）       | 18号路線福知山市で分岐し、舞鶴市 |
| 35号（乙） | 同上                                                  | 12号路線敦賀市で分岐 |
| 36号       | 東京市 - 横浜港                                       | 31号路線横浜市中区本町で分岐 |
| 37号       | 東京市 - 大阪港                                       | 16号路線大阪市中央区本町で分岐 |
| 38号       | 東京市 - 神戸港                                       | 2号路線神戸市中央区三宮町で分岐 |

当時の通過市町村名は右記ウィキソース参照のこと。

以降、政府は1920年（大正9年）から『第一次道路改良計画』を実施し、道路改良政策を施していったが、1923年（大正12年）の関東大震災発生により予算が大幅に縮小された。
1939年（昭和14年）から1945年（昭和20年）にかけて追加された路線。
| 国道名     | 路線                      | 経過地点（起終点を除き現代の市町村名に置換）              |
| ---------- | ------------------------- | --------------------------------------------------------- |
| 39号       | 東京市 - 下関港           | 2号路線下関市本町で分岐                                   |
| 40号       | 東京市 - 若松港           | 2号路線北九州市門司区本町で分岐し、小倉北区、戸畑区       |
| 41号（丙） | 東京都 - 和歌山県庁所在地 | 1号路線松阪市宮町で分岐し、紀北町、新宮市、串本町、田辺市 |

1930年（昭和5年）から1945年（昭和20年）にかけて大幅な区間変更および経由地変更があった路線。

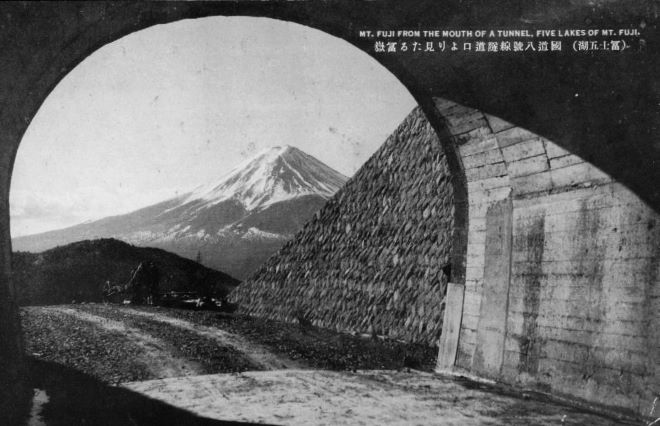
旧国道8号線から撮影した富士山の絵葉書。
現在は北陸の道路が国道8号となっている。

| 国道名     | 路線                      | 経過地点（起終点を除き現代の市町村名に置換） |
| ---------- | ------------------------- | --- |
| 8号（甲）  | 東京市 - 京都府庁所在地   | 1号路線東京都中央区日本橋通1丁目で分岐し、八王子市、相模湖町、上野原町、富士河口湖町、御坂町、甲府市、下諏訪町、木曾福島町、御嵩町、 岐阜市加納町、関ケ原町、草津市、2号路線 |
| 9号        | 東京市 - 新潟県庁所在地   | 4号路線東京都中央区日本橋室町で分岐し、板橋区、さいたま市浦和区、与野市、高崎市、前橋市、湯沢町、小千谷市、長岡市                                                            |
| 15号（甲） | 東京市 - 和歌山県庁所在地 | 2号路線京都市下京区七条で分岐し、伏見区、宇治市、奈良市、田原本町、橿原市、大和高田市、御所市、五條市、橋本市、紀の川市                                                      |
| 23号（乙） | 東京都 - 愛媛県庁所在地   | 22号路線高松市兵庫町で分岐し、丸亀市、善通寺市、三好市、高知市、佐川町、久万高原町                                                                                           |
| 36号       | 東京市 - 横浜港           | 8号路線千代田区霞が関で分岐し、港区高輪、品川区西五反田、大田区矢口町、川崎市幸区小向町、横浜市鶴見区東寺尾、神奈川区青木町、1号路線、31号路線横浜市中区桜木町で分岐         |

### 昭和時代（終戦まで）
1934年（昭和9年）から、先の道路改良計画を改定した「第二次道路改良計画」が実施された。これにより国道6,903 km及び軍事国道275 kmを国が直轄で改良する計画が実行に移されたものの、長引く不況による財政難及び戦時体制への移行に伴い、予算的裏付けが十分になされず、これも頓挫するに至った。日本は1937年（昭和12年）に中華民国との全面戦争（日中戦争）、1941年（昭和16年）には太平洋戦争に突入した。
一方、ドイツのアウトバーンの影響を受け、内務省は全国的な自動車道路網、いわゆる「弾丸道路」とよばれる高速道路の整備計画策定を開始している。1943年（昭和18年）には、戦時下であったが内務省は『大東亜共栄圏全国自動車国道計画』を策定し、東京 - 神戸間の自動車国道建設のための測量、設計などが実施された。しかし、戦況が悪化したことにより、翌1944年（昭和19年）には中止となった。

### 昭和時代（戦後）
日本の降伏後、空襲により焦土と化していた日本は、アメリカ軍のダグラス・マッカーサー率いる連合国軍最高司令官総司令部（GHQ）の占領統治下に置かれ、GHQは日本側へ軍事的に重要な道路路線の整備を要求した。GHQは1948年（昭和23年）11月、連合国軍総司令官の日本政府に対する覚書（通称「マッカーサー覚書」）によって、政府は『日本の道路及び街路網の維持修繕五箇年計画』の覚書を出した。これにより、日本政府は道路の維持修繕の五箇年計画を作成し、連合国軍の援助を受けながら、荒廃した道路の路面補修や橋梁修繕などを行った。財政的な制約や、講和条約に伴い1951年（昭和26年）に覚書が失効されたことにより、この計画は完全には実施されなかったが、その後の道路整備事業に大きな影響を与えている。
戦後に再開されることとなった国道の整備は、1952年（昭和27年）に道路法が全面改正されたことにより、それまでの国道路線は全廃されて、現代に通じる国道道路網の基礎が出来上がり、大きく前進することとなった。この新しい道路法では、道路は国道、都道府県道及び市町村道の3種類に分けられ、さらに国道は、いわゆる昭和国道とよばれる一級国道と二級国道にランク分けされることとなった。2年後の1954年（昭和29年）には「第一次道路整備五箇年計画」が策定され、のちに「高速自動車国道法」などの高速道路関連の国道の法律が次々と制定されていくことになった。
一級国道は、国土を縦貫し、横断し、又は循環して全国的な幹線道路網の枢要部分を構成し、かつ、都道府県庁所在地などを連絡する道路（第5条）とされ、政令で指定される。なお、昭和39年7月9日改正後の道路法の条項でいうと、これは第5条第1号に相当する。
二級国道は、一級国道と併せて全国的な幹線道路網を構成し、かつ以下に上げる要件
1. 都道府県庁所在地及び人口十万人以上の市（重要都市）を相互に連絡する道路
2. 重要都市と　一級国道とを連絡する道路
3. 港湾法で特に規定された港又は建設大臣が指定する重要な飛行場若しくは国際観光上重要な地と一級国道とを連絡する道路
4. 二つ以上の市を連結して一級国道に達する道路

のいずれか（第6条）を満たし、政令で指定される道路とされた。なお、後に第6条は削除されており、二級国道の要件は、昭和39年7月9日改正後の道路法の条項でいうと、第5条第1号から第4号に相当する。
一級国道は、1952年（昭和27年）12月に40路線（1–40号）が指定された（昭和27年12月政令第477号）。また、二級国道については翌1953年（昭和28年）5月に144路線（101–244号）が指定されている（昭和28年5月政令第96号）。これまでのように東京の日本橋のみを起点とせず、大正国道の軍事路線のように各都市をそれぞれ起点・終点として直接結ぶ機能的な路線設定となっている。
路線番号は、東京から放射状に延びる一級国道には1号線から順に番号が振られた。二級国道は101号線以降とされ、基本的に北から南へ行くに従って数字が大きくなるように路線番号が採番された。なお、事情が特殊な北海道については最後に回されたため、正確には本州東北地方 - 中国地方、四国、九州、北海道の順に採番された。一級国道は1桁ないし2桁とされ、全体的には二級国道同様に北から採番しているが、国の骨格を形成する最重要路線として、東京日本橋を起点に東海道に相当する路線が国道1号、山陽道に相当する路線が国道2号、九州中部を南北に縦貫する路線が国道3号といった具合に採番がなされた。
1956年（昭和31年）7月に7路線（245–251号）と1963年（昭和38年）4月には20路線（252–271号）の二級国道の追加指定がそれぞれ施行された。ちょうど同じ時期、二級国道のいくつかの路線が、その重要性が認められて一級国道に昇格し、国道番号も3桁から2桁に改める国道の再編も行われ、1959年（昭和34年）4月とに3路線（41–43号）、1963年（昭和38年）4月には14路線（44–57号）の一級国道の追加指定が施行された。この昇格で空き番号となった二級国道は、国道に指定された新たな道路が当てはめられたが、一部の番号は当てはめられることもなく、そのまま欠番になっている。

### 一般国道への統合
昭和40年代にはモータリゼーションの到来で、交通事情の時代の変化に伴って道路の様相が一変し、大都市圏では一級国道よりも二級国道の方が立派な道路が建設されることも珍しくなくなり、一級と二級のランク分けをすることが困難かつ無意味になってきた。こうした事情から、1965年（昭和40年）4月の道路法の改正により一級、二級国道が統合され、一般国道に改められた。特に重要な区間は指定区間として国が直轄し、その他の区間は、都府県または政令指定都市が管理を受け持つよう制度も同時変更された。旧二級国道でも、北海道内や高速自動車国道の補助となる国道171号（京阪神）や国道246号（首都圏及び静岡県）などが旧一級国道と同じ直轄指定区間になった。
1970年（昭和45年）4月には一般国道となってから初めての追加指定が行われ、57路線（272–328号）が指定された（昭和44年12月政令第280号）が、この時からは北海道、本州、四国、九州の順に採番されるようになった。沖縄県が日本復帰した1972年（昭和47年）5月には沖縄県初の国道指定で、国道58号と国道329–332号が指定された（昭和47年4月政令第116号）。その後は1975年（昭和50年）4月、1982年（昭和57年）4月、平成となってからの1993年（平成5年）4月にも一般国道の追加指定が施行されて、最終的に507番まで採番され現在に至る。「一般国道#路線指定の沿革」も参照。
なお、1970年（昭和45年）以降に指定された国道は北海道を除き、大半が都府県及び政令指定都市の管理する指定区間外（補助国道）の道路である。1970年以降に指定または経路変更、路線延長された路線ではいわゆる「酷道」が今なお多数存在する。